# Tilltalad
Tilltalad kallas den som vid domstol är misstänkt för att ha begått ett brott.
En tilltalad får biträdas av en försvarare. I många fall har han eller hon rätt till biträde av en offentlig försvarare, som får ersättning av staten.
I civilmål kallas den som står till svars inför stämningen för svarande.